# Carta patinata

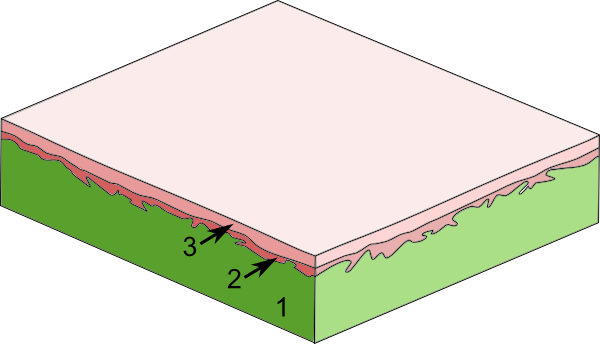
Struttura della carta patinata:
1) Base cartacea o supporto
2) Primo rivestimento che la rende più uniforme (precoating)
3) Strato esterno, per aumentare brillantezza, uniformità e resa di stampa (top coating)

La carta patinata è un tipo di carta rivestita di una sottilissima patina, bianca o leggermente colorata, che le conferisce l'aspetto di una superficie lucente e levigata.

## Composizione
Vari materiali tra i quali il caolino, il carbonato di calcio, la bentonite e il talco possono entrare nella composizione della patina aggiuntiva. Le cariche minerali sono legate da un lattice o una miscela di lattici e leganti, in funzione delle caratteristiche che la patina deve conferire alla carta. Lo scopo primario della patinatura è di migliorare le qualità di stampa della carta, ma la patina può essere utilizzata anche per conferire resistenza a olii e grassi, o migliorare le proprietà impermeabilizzanti del supporto cartaceo. 
La carta può essere rivestita da una patina su un solo lato (nel qual caso viene detta monopatinata) o su entrambi i lati (nel qual caso viene detta bipatinata). La monopatinatura è impiegata quando la stampa è prevista su un solo lato della carta, come è frequente quando la carta viene utilizzata nell'imballaggio flessibile di prodotti alimentari; la bipatinatura viene applicata quando la carta deve essere stampata su entrambi i lati, come avviene nel caso delle riviste patinate o dei libri.

## Utilizzo
La carta patinata viene utilizzata soprattutto nelle riviste illustrate e nei libri che contengono molte fotografie. Rientra anche spesso come componente dell'imballaggio di alimenti e altre merci.